# Coleophora nitens
Coleophora nitens é uma espécie de mariposa do gênero Coleophora pertencente à família Coleophoridae.